# Alberto Temponi
Alberto Temponi (fl. XX secolo) è stato un ciclista su strada italiano, attivo come indipendente dal 1927 al 1935.
Ottenne come vittoria più importante quella al Giro di Campania 1927; vinse anche la Coppa Caivano 1926 e fu quarto al Giro di Campania a tappe 1931 e al Giro dell'Irpinia a tappe 1935. Partecipò a due edizioni del Giro d'Italia, nel 1927 e 1928, completandole.

## Palmarès
- 1923 (dilettanti)

Circuito di Tuoro
- 1924 (dilettanti)

Circuito di Tuoro
- 1925 (dilettanti)

Circuito di Tuoro
- 1926 (dilettanti)

Coppa Caivano
- 1927 (individuale, una vittoria)

Giro di Campania
- 1928 (individuale, tre vittorie)

Circuito di Tuoro
Coppa Arturo Lepori
Gran Premio dei Comuni Vesuviani
- 1929 (individuale, una vittoria)

Coppa Arturo Lepori

## Piazzamenti

### Grandi Giri
- Giro d'Italia

1927: 39º
1928: 53º